# Degradació ambiental
La degradació ambiental o degradació mediambiental és el deteriorament del medi ambient mitjançant l'esgotament dels recursos com l'aire, l'aigua i el sòl, la destrucció dels ecosistemes i l'extinció de la fauna silvestre. La degradació ambiental és una de les deu amenaces advertides oficialment en el Panell de Tarees d'Alt Nivell de les Nacions Unides. El World Resources Institute (WRI), el PNUMA (les Nacions Unides per al Medi Ambient), el PNUD (Nacions Unides per al Desenvolupament) i el Banc Mundial van fer públic un informe important sobre la salut i el medi ambient en tot el món l'1 de maig de 1998.
L'Estratègia Internacional per a la Reducció de Desastres defineix la degradació del medi ambient com "La reducció de la capacitat del medi ambient per assolir els objectius socials i ecològics, i les necessitats".
La degradació ambiental és de molts tipus. Quan es destrueixen els hàbitats naturals o els recursos naturals s'esgoten, el medi ambient es degrada.
Canvi ambiental i la salut humana, una secció especial del World Resources 1998-1999 descriu com prevenir malalties i morts prematures que se segueixen produint en gran nombre. Si es fan grans millores en la salut humana, milions de persones viuran més temps, amb vides més saludables que mai abans. En aquestes regions més pobres del món s'estima que 11 milions de nens, o un de cada cinc, no arribarà al seu cinquè aniversari, principalment a causa de malalties relacionades amb el medi ambient. La mortalitat infantil és més gran que les poblacions combinades de Noruega i Suïssa, i la majoria a causa de la malària, les infeccions respiratòries agudes i la diarrea, malalties que es poden prevenir en gran manera.